# Auguste Bonaz

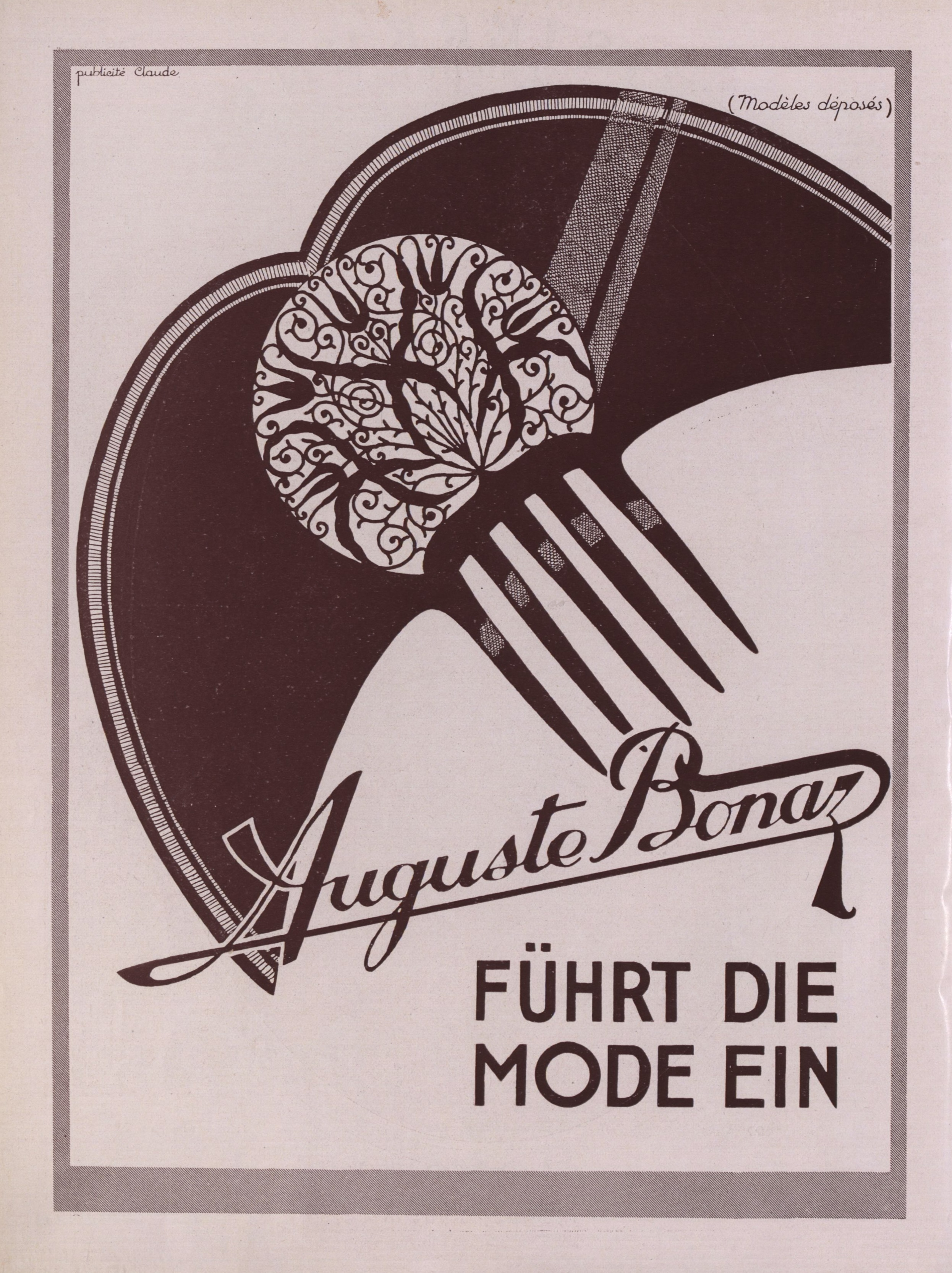
Kamm und Haarschmuck von Auguste Bonaz (1924)

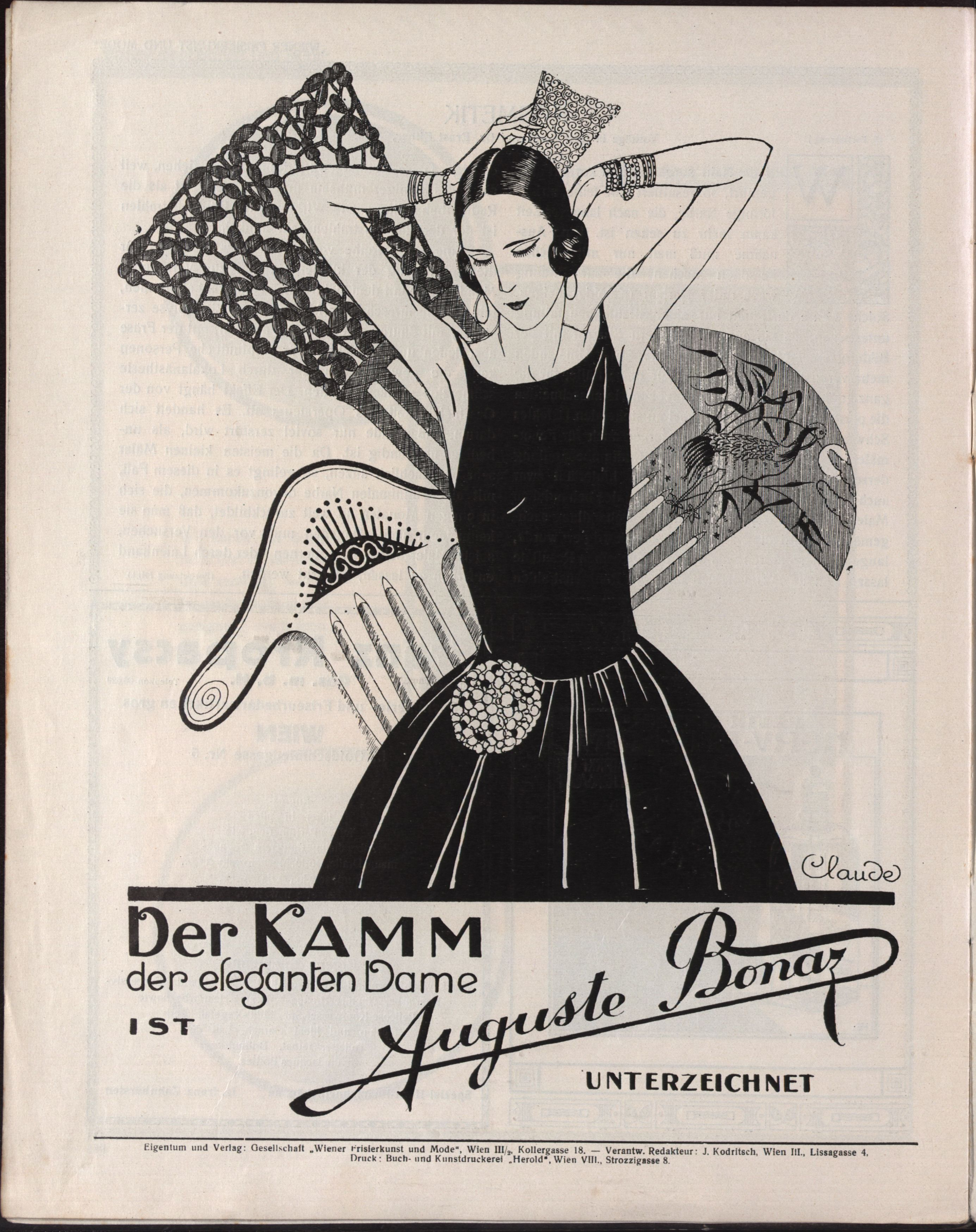
Von Auguste Bonaz zertifizierter Kamm (Werbeanzeige von 1922)

Auguste Bonaz (geboren 1877 in Oyonnax, Frankreich; gestorben 1922 in Paris) war ein französischer Kunstdesigner. Er wurde vor allem durch die Fertigung von Schmuck im Art-déco-Stil bekannt.

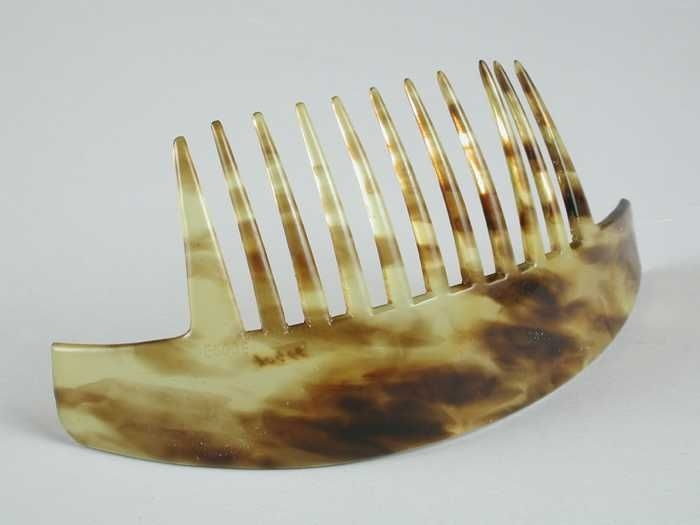
Bonaz' Kunststoff-Imitat von Schildpatt

## Leben
Auguste Bonaz lernte das Handwerk von seinem Vater César Bonaz. Im Jahr 1900 übernahm er zusammen mit seiner Frau Marguerite das Geschäft, das in Oyonnax unter dem Namen „Maison Bonaz“ firmierte. Während der Vater seinen Schmuck auf Basis von Horn herstellte, bediente sich Auguste neuer Materialien, vor allem des Zelluloids und Galaliths. Damit konnte er feinere und stabilere Strukturen für Kämme, Kopf- und Halsschmuck, Zigarettenspitzen, Hutnadeln usw. herstellen. Zu seinen meistverkauften Objekten gehört ein Einsteckkamm aus dem Kunststoff-Imitat von Schildkrötenhorn (Schildpatt). Den internationalen Durchbruch schaffte Auguste Bonaz nach seiner Rückkehr als Soldat vom Ersten Weltkrieg. Drei Jahre nach seinem Tod stellte die „Exposition Internationale des Arts Décoratifs et Industriels Modernes“ in Paris 1925 mehrere seiner Werke aus. Die Witwe führte das Unternehmen in Paris bis zu ihrem Tod 1927 fort.